# MAHAINA CHOO CHOO
『MAHAINA CHOO CHOO』（マハイナチューチュー）は、シンガーソングライター小森田実2枚目のオリジナル・アルバム。1990年6月25日にアルファレコードから発売された。

## 概要
前作『SQUALL』から1年ぶりのオリジナル・アルバム。2008年時点で廃盤になっている。

## 収録曲
特記以外作詞・全作曲：小森田実／全編曲：京田誠一・小森田実
1. 遊びにゆこうよ!
  - 同時発売の3rdシングル
  - ろうきん「マイプラン」CMソング
2. タナボタ式の恋もいい
  - 作詞：小森田実・横山恵
  - 出雲殿CMソング
3. ボンド DE ルンバ
  - 作詞：横山恵
4. PARADISE
  - 作詞：AKIRA
5. 君だけを愛してる
  - 作詞：横山恵
6. 星のカプリソ
7. MA・HAI・NA
8. 飛んで火に入る夏の恋
9. FALL IN LOVEは夕映えに
  - クボタ「アセアード」CMソング
10. エヴァーグリーン
  - 作詞：真名杏樹
  - 2ndシングル